# Goričice
Goričice este o localitate din comuna Cerknica, Slovenia, cu o populație de 37 de locuitori.